# Limaville
Limaville és una població dels Estats Units a l'estat d'Ohio. Segons el cens del 2000 tenia 193 habitants.

## Demografia
Segons el cens del 2000, Limaville tenia 193 habitants, 71 habitatges, i 59 famílies. La densitat de població era de 276 habitants per km².
Dels 71 habitatges en un 39,4% hi vivien nens de menys de 18 anys, en un 64,8% hi vivien parelles casades, en un 14,1% dones solteres, i en un 15,5% no eren unitats familiars. En l'11,3% dels habitatges hi vivien persones soles el 2,8% de les quals corresponia a persones de 65 anys o més que vivien soles. El nombre mitjà de persones vivint en cada habitatge era de 2,72 i el nombre mitjà de persones que vivien en cada família era de 2,88.
Per edats la població es repartia de la següent manera: un 24,9% tenia menys de 18 anys, un 8,3% entre 18 i 24, un 29,5% entre 25 i 44, un 22,3% de 45 a 60 i un 15% 65 anys o més.
L'edat mediana era de 38 anys. Per cada 100 dones de 18 o més anys hi havia 113,2 homes.
La renda mediana per habitatge era de 37.750 $ i la renda mediana per família de 37.083 $. Els homes tenien una renda mediana de 21.875 $ mentre que les dones 23.125 $. La renda per capita de la població era de 15.026 $. Aproximadament el 10,6% de les famílies i el 8,5% de la població estaven per davall del llindar de pobresa.

## Poblacions més properes
El següent diagrama mostra les poblacions més properes.